# Аймукашев, Ерлан Капарович
Ерлан Капарович Аймукашев (каз. Ерлан Қапарұлы Аймұқашев, род. 18 марта 1970 года, Павлодар, Казахская ССР, СССР) — казахстанский госчиновник, аким города Усть-Каменогорск с 20 апреля 2016 года по 3 мая 2017 года.

## Биография
Окончил Павлодарский педагогический институт в 1992 году по специальности «учителя». Преподавал в Павлодарском педагогическом институте с 1992 по 1996 годы.
С 1996 по 1998 годы — менеджер ТОО «Данат». Окончил Павлодарский университет в 1998 году по специальности «экономист-менеджер».
Работал с 1998 по 2001 годы в правительстве Павлодарской области:
- главный специалист управления делами акима Галымжана Жакиянова (май 1998 — декабрь 2000)
- начальник отдела обеспечения протокольных мероприятий управления делами акима (декабрь 2000 — март 2001).

С апреля по ноябрь 2001 года — исполнительный директор общественного фонда СК «Иртыш».
C приходом нового акима области Даниала Ахметова — снова в правительстве Павлодарской области:
- начальник департамента туризма и спорта (декабрь 2001 — декабрь 2002)
- помощник акима области (декабрь 2002 — июль 2003).

С июля 2003 по январь 2007 года был помощником Премьер-министра Казахстана.
При переходе Ахметова на должность Министра обороны РК в 2007 году Аймукашев также ушёл на воинскую службу. Воинскую службу по контракту прошёл в Астане в 2007—2010 годах, звание — майор. При прохождении воинской службы назначен советником министра обороны, затем — начальником спорткомитета Центрального спортивного клуба армии (2008—2010).
С февраля по март 2012 года — исполняющий обязанности руководителя Секретариата члена Коллегии (Министра) по энергетике и инфраструктуры (Москва), затем до декабря 2014 года — руководитель Секретариата.
С февраля 2015 по апрель 2016 года был руководителем аппарата акима Восточно-Казахстанской области. С 20 апреля 2016 года назначен акимом Усть-Каменогорска. 3 мая 2017 года подал в отставку в связи с семейными обстоятельствами (болезнь отца).
Увлекается спортом: волейболом, плаванием, теннисом и горными лыжами. Играл в хоккей, болельщик хоккейного клуба «Торпедо».